# Tur leśny
Tur leśny, tur (Bos primigenius) – wymarły gatunek ssaka z rodziny wołowatych (Bovidae), przodek niektórych ras bydła domowego (Bos taurus). Z opisów w starych kronikach i zachowanych drzeworytów wynika, że tur był bardzo podobny do dużych ras bydła. Odkryty materiał wykopaliskowy jest niewielki.

## Ewolucja

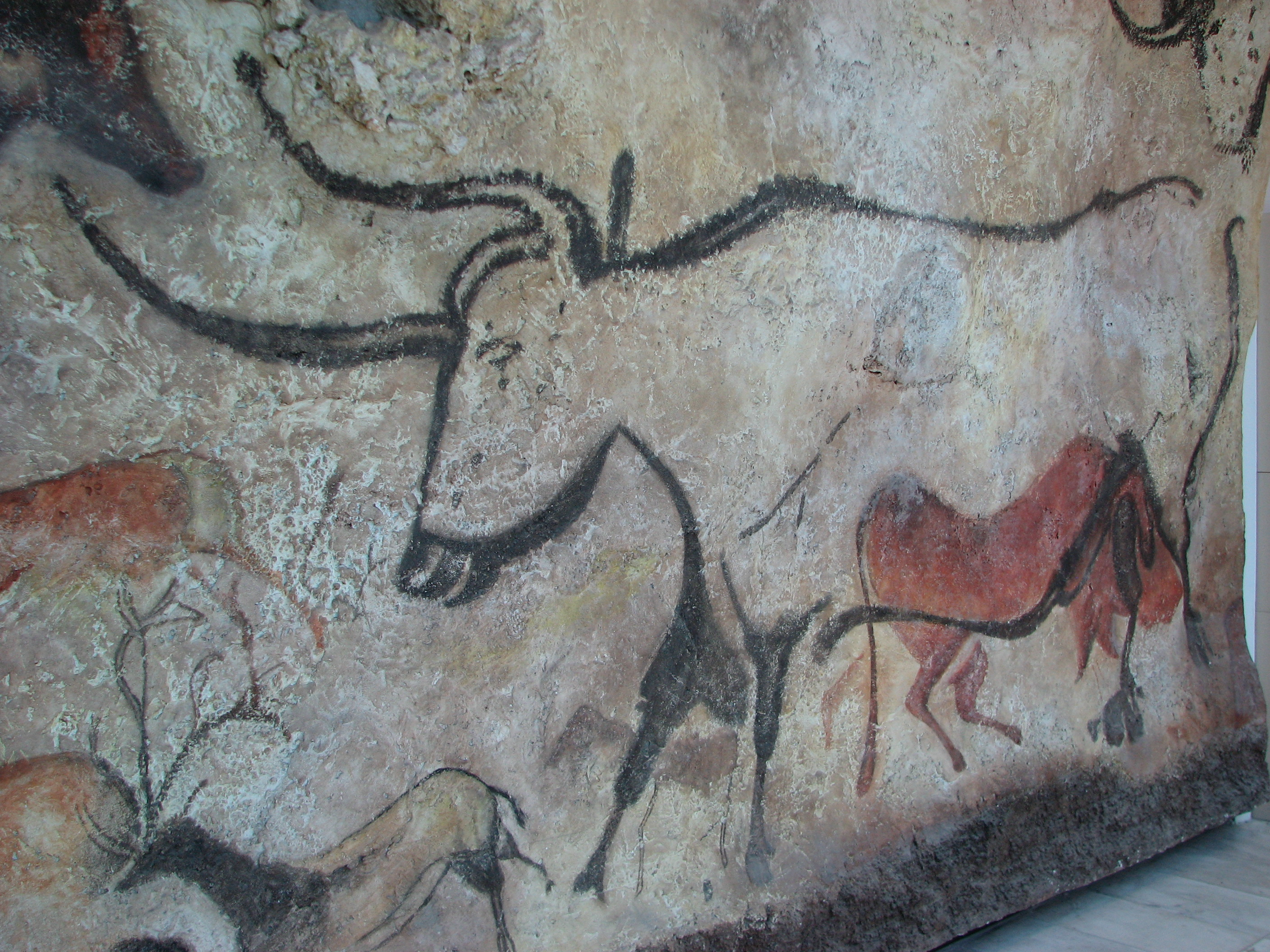
Tur w malowidle naskalnym, Francja

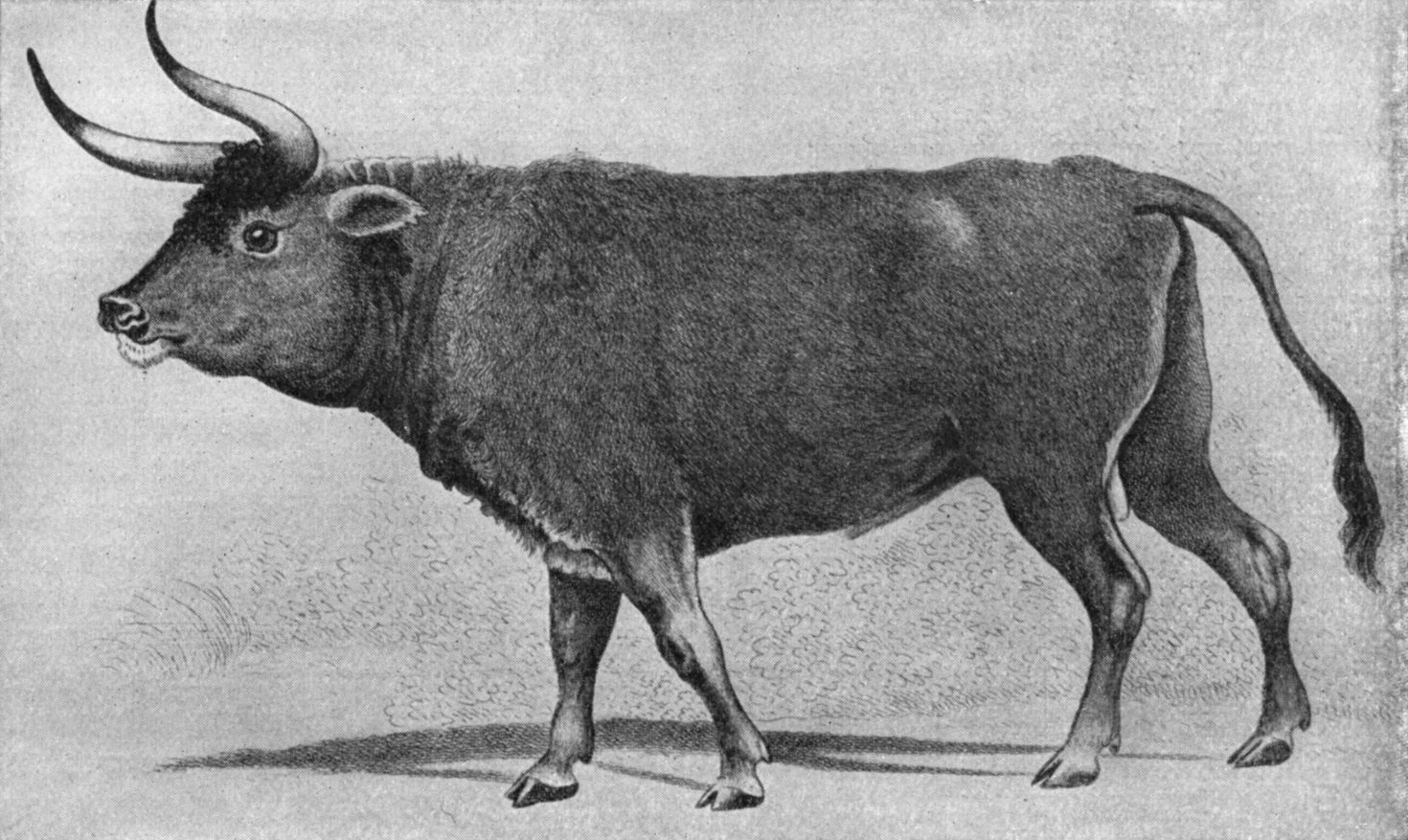
Sylwetka

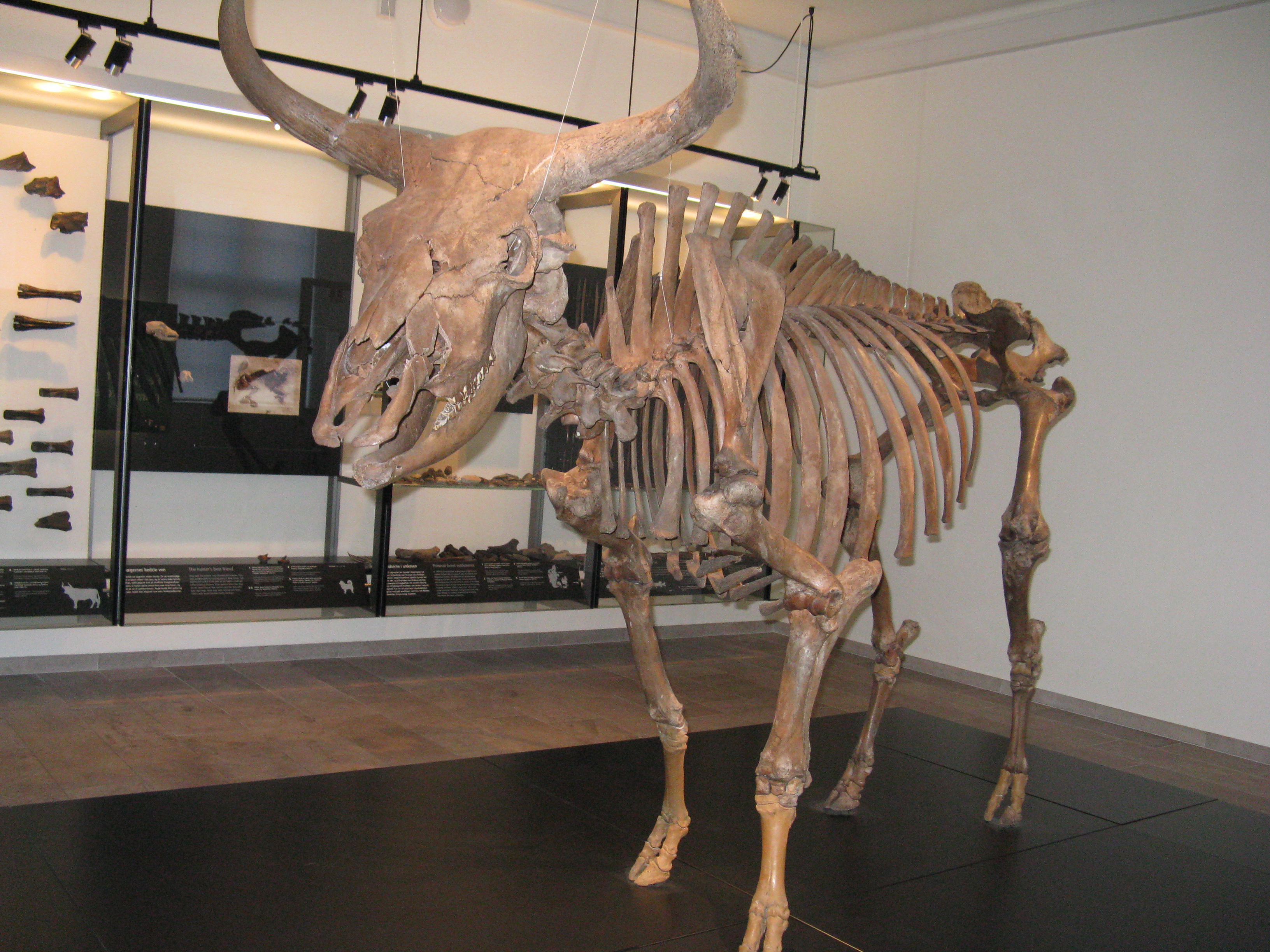
Preparat układu kostnego tura

Przodkowie tura pojawili się około 2 mln lat temu (wczesny plejstocen) w Indiach, skąd zwierzęta te rozprzestrzeniły się na obszary leśne Azji i Europy oraz na północ Afryki. W czasach historycznych gatunek występował prawie w całej Europie. Znane są ponadto formy kopalne z terenów Azji i Afryki. Tur był przodkiem niektórych ras bydła domowego (Bos taurus).

## Wygląd
Księgi opisujące tura, zachowane szkielety i ich fragmenty oraz obserwacje powtarzających się dotychczas sukcesywnie atawistycznych cech, wzorów i odmastek w umaszczeniu, szczególnie u prymitywnych odmian bydła domowego, pozwalają na odtworzenie jego dzikiego wizerunku.

### Pokrój ciała
Wyglądem ogólnym przypominał duże rasy prymitywne bydła domowego bezpośrednio wywodzące się od tura, takie jak np. węgierskie siwe bydło stepowe, bydło piemonckie itp. Wymiary podawane w literaturze (między innymi na podstawie pomiarów taksometrycznych szkieletów) oscylują dla byków wokół 3 m, maksymalnie do 3,2 m długości tułowia wraz z głową. Wysokość w kłębie byków wynosiła około 1,6, maksymalnie do 1,9 m. Przeciętna waga byków to 800–1000 kg. Wyraźnie zaznaczony był dymorfizm płciowy w wielkości samców i samic. Krowy były znacznie (do ¼) mniejsze od byków zarówno pod względem wymiarów liniowych, jak i masy ciała. Ze względu na lżejszą niż u żubra budowę ciała w starych opisach tur był postrzegany przez naocznych świadków jako znacznie mniejszy od żubra.

### Umaszczenie
Podstawową maścią dorosłych samic był kolor rdzawobrunatny w sezonie letnim lub szarobrunatny w okresie zimowym. Krowy pod koniec życia, wraz ze zmniejszającym się poziomem żeńskich hormonów płciowych, znacznie ciemniały (jednak nigdy nie osiągały barwy ciemniejszej niż 3-4 letnie byki). Dojrzałe byki (powyżej 7 roku życia) były czarne z odcieniem brunatnym w lecie i czarno-brunatne z odcieniem szarym w zimie.
U obu płci wyraźne były następujące „dzikie” znaczenia: rozjaśnione (zgodnie z ogólną tonacją maści podstawowej) wewnętrzna strona nóg, podbrzusze oraz okolice między pośladkami. Na przednich nogach na stawie koronowym, pęcinowym i napiąstku od przedniej strony znajdowały się przyciemnione plamy, przy czym plamy na pęcinie i napiąstku łączyła tej samej barwy przyciemniona pręga przebiegająca wzdłuż przedniej krawędzi nadpęcia.
Na tylnych kończynach podobnie, lecz pręga na przedniej stronie nadpęcia rozmywała się i kończyła pod stawem skokowym. Głowa była nieco jaśniejsza, jednak przyciemniona charakterystycznym rysunkiem wyraźnie ciemniejszej od tła tzw. „maski”. Maska obejmowała czoło, przednią płaszczyznę pyska do śluzawicy oraz okolice wokół oczu. Pomiędzy rogami znajdowała się porośnięta dłuższym włosem, rozjaśniona, rdzawo ruda plama, która przechodziła w tej samej maści jaskrawą pręgę szerokości około 10 cm przebiegającą wzdłuż szyi, karku i grzbietu, dochodzącą prawie do końca zadu. Wokół śluzawicy i na podbródku tzw. „sarni otok” czyli tego samego koloru co pręga grzbietowa pas rozjaśnionej sierści.

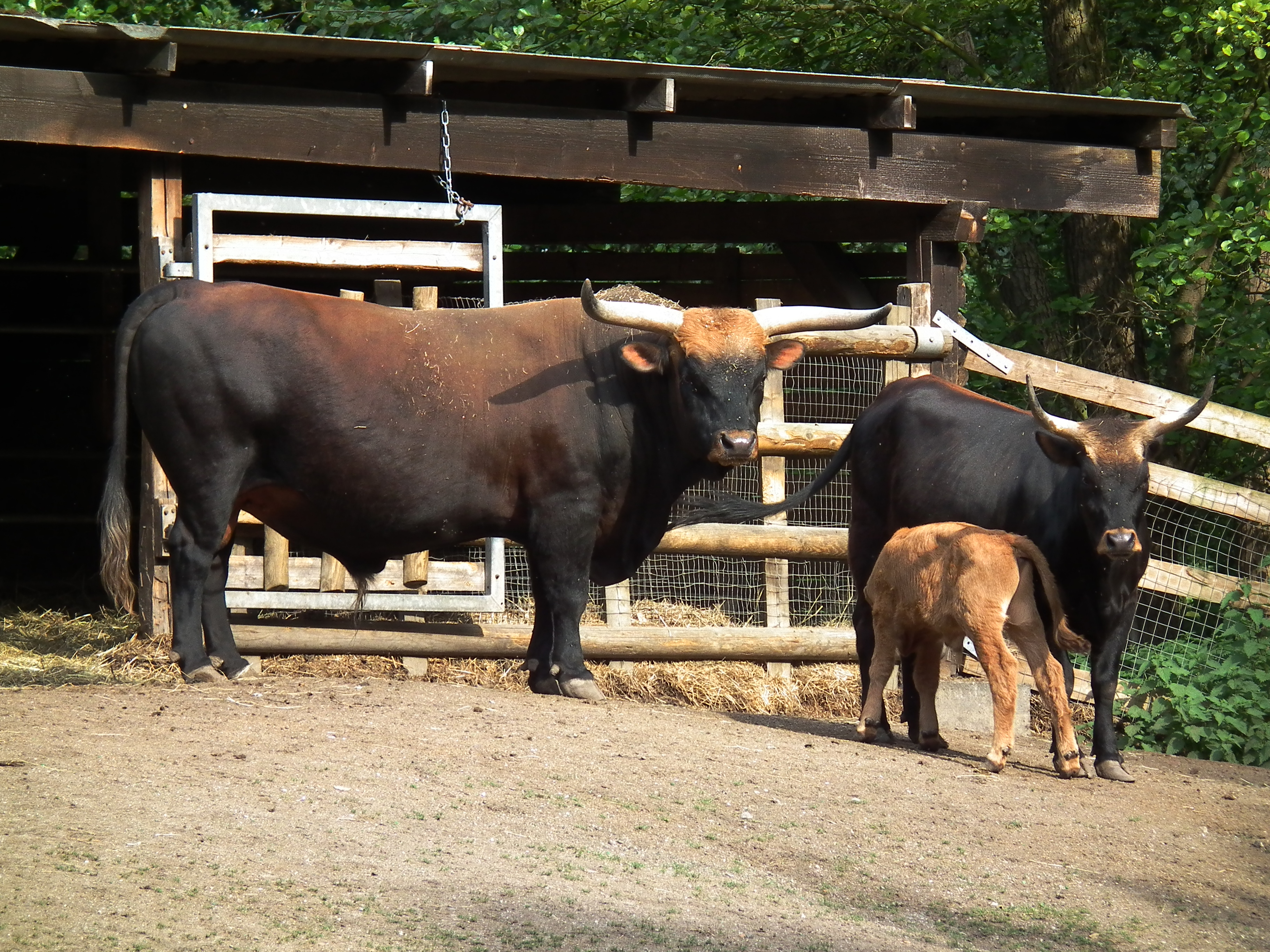
Niektóre cechy umaszczenia tura odtworzone u bydła Hecka

Tej samej barwy sierść we wnętrzu ucha, ostro kontrastująca z ciemną barwą jego zewnętrznej strony. Takie samo rozjaśnienie umiejscowione było na nogach, wzdłuż szpary międzyracicznej, na stawie koronowym. Dłuższe włosy na końcu ogona czarne. Cielęta rodziły się jasno-rdzawo rude, o wiele jaśniejsze niż ich matki. Przy tak jasnej maści opisane wyżej „dzikie znamiona” maści były prawie niewidoczne. Zachowało się w źródłach pisanych określenie „rude jak turzątko”. Barwę dorosłych krów cielęta przybierały przed pierwszą zimą wraz z pierwszą wymianą dziecinnej sierści.
Bardzo stare byki były prawie zupełnie czarne (w historycznych źródłach pisanych zachowało się określenie „czarny jako turu”). Przy prawie czarnej maści u samców, opisany wcześniej rysunek „dzikich znaczeń” był przez to jeszcze bardziej kontrastowy, wyrazisty i widoczny niż u samic. Jasnoruda kępa dłuższych włosów między rogami (w starych źródłach pisanych „turzy hyb”, „turzy czub”) oraz jasnordzawa pręga przez grzbiet, „sarni otok” na pysku, jasnordzawa sierść w uszach i w szparach międzyracicznych dużo bardziej niż u krów kontrastowały u byków na tle prawie czarnego umaszczenia całego tułowia. Sprawiało to, że tur był jednym z najładniej, najbardziej kontrastowo i kolorowo ubarwionych gatunków dzikich bydłowatych.
U dorosłych byków tzw. turza grzywka była bardziej obfita niż u krów i była kędzierzawa. Czarna, długa sierść na napletku byków tzw. „pędzel” kontrastowała z jasnym podbrzuszem. Młode byczki zaczynały ciemnieć w wieku 2,5 – 3 lat (osiągając „dorosłą” barwę w wieku 5-7 lat) ciemniejąc z wiekiem do prawie czystej czerni. W okresie letnim sierść była średnio długa, błyszcząca i gładko przylegająca. W okresie zimowym była bardziej obfita, nieco dłuższa i gęściejsza z wełnistym włosem podszyciowym, bardziej matowa. „Maska” na głowie i przyciemnienia na nogach u wszystkich osobników bardziej wyraziste i kontrastowe były w okrywie zimowej, a mniej kontrastowe i bardziej rozmyte w okrywie letniej.

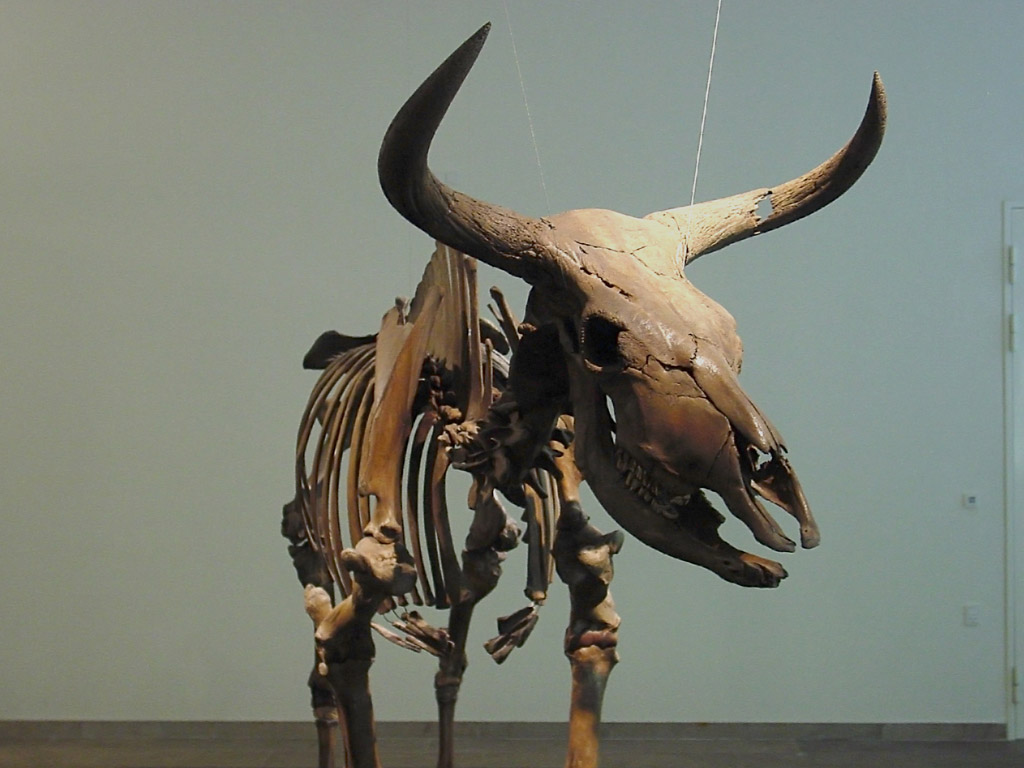
Budowa czaszki tura

### Rogi
Tury posiadały bardzo charakterystycznie gięte rogi. Rosły one na boki i do góry, a następnie wyginały się do przodu biegnąc na pewnym odcinku równolegle, po czym zakręcały się do środka a później do góry. Takie ukształtowanie powodowało, że rogi tura stojącego w normalnej pozycji, oglądanego z przodu, tworzyły bardzo charakterystyczną, poziomą elipsę otwartą od góry. Rogi oglądane u tura stojącego bokiem kierowały się do góry, a następnie wyginały do przodu i biegły wygięte do góry pod kątem około 65-80° w stosunku do linii czoła i pyska. U byków rogi były bardziej masywne niż u krów (grubsze w stosunku do swojej długości). Osiągały mierzone po krzywiźnie, zarówno u krów jak i byków, 70-80 cm. Rogi miały barwę kości słoniowej z ciemniejącymi w kolorze szarym końcówkami przechodzącymi w czarne groty.

## Tryb życia i rozwój
Na podstawie zachowanych źródeł pisanych oraz obserwacji zachowań zdziczałego wtórnie bydła domowego odtwarza się zachowanie dzikiego tura. Tura można określić jako gatunek osiadły, nieprzejawiający wyraźnego terytorializmu. Podstawową jednostką socjalną poza okresem rui była grupa rodzinna tworzona przez kilka lub kilkanaście spokrewnionych ze sobą krów z cielętami, prowadzonych przez krowę alfa przewodzącą grupie. Różne grupy rodzinne na obszarze swojego występowania przemieszczały się dowolnie i pasły się często także razem, sprawiając wrażenie dużego jednorodnego stada.

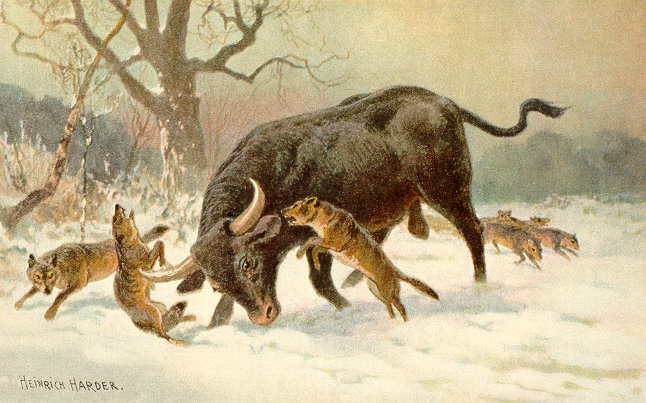
Tur – obraz Heinricha Hardera

Przynależność do grupy nie była ściśle przestrzegana. Poszczególne osobniki zmieniały grupy przechodząc z jednej do drugiej i wracając z powrotem do swojej grupy macierzystej. Młode 15-miesięczne byczki były w drugim w ich życiu okresie rujowym przeganiane z dotychczasowych grup rodzinnych przez dołączające do nich stare byki i pozostawały już na zawsze poza grupą, w której się urodziły, dołączając do tworzonych osobno większych grup socjalnych złożonych z około 20 do 30 samców młodocianych w wieku od 1,5 do 5 lat. Starsze byki tworzyły mniejsze zespoły składające się z 2-3 osobników, a bardzo stare prowadziły samotniczy tryb życia. W czasie rui przypadającej na przełomie sierpnia i września grupy rodzinne gromadziły się w większe stada, do których dołączały stare samce oraz najsilniejsze byki z grup kawalerskich. Byki wyczuwające u poszczególnych krów zbliżającą się ruję asystowały im (zachowanie charakterystyczne) znacznie wcześniej (dzień lub dwa) odganiając rywali i oczekując na właściwy moment i przyzwolenie do krycia. Kiedy konkurowały ze sobą byki równe siłą mogło dochodzić do walki i ostrych starć kończących się niekiedy śmiercią. Po okresie rui powracała zwykła struktura socjalna. Krowy cieliły się corocznie po trwającej 9 miesięcy ciąży, na przełomie maja i czerwca, rodząc przeważnie jedno cielę. Na czas porodu odłączały się od grupy rodzinnej szukając bezpiecznego, ukrytego miejsca i po porodzie dołączały z cielęciem z powrotem do swojej grupy po około tygodniu. Jałówki po raz pierwszy brały udział w rui w wieku około 27 miesięcy (w trzecim w ich życiu okresie rujowym) i cieliły się po raz pierwszy w wieku około 3 lat. Odchowane i pochodzące z wczesnych, wiosennych wycieleń jałówki mogły zacielać się już w drugim w ich życiu okresie rujowym, w wieku około 15 miesięcy. Wtedy po raz pierwszy cieliły się wyjątkowo w wieku około 2 lat, ale były to przypadki sporadyczne. Tury żyły około 20-25 lat. Przy normalnych ubytkach (choroby, drapieżniki i inne wypadki losowe), krowa w ciągu swojego życia mogła odchować do 10 lub kilkunastu sztuk potomstwa.

### Pokarm

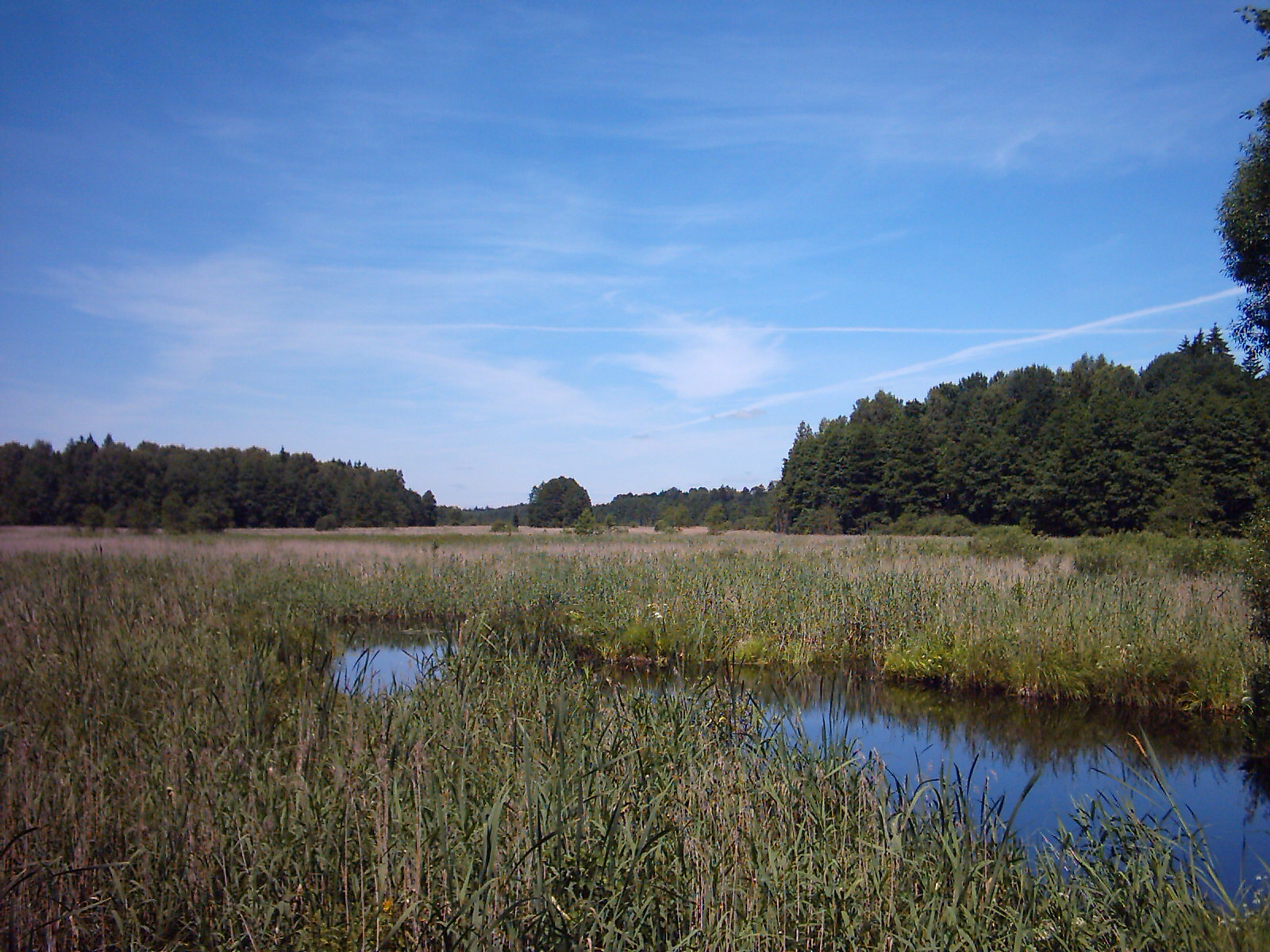
Śródleśne rozlewiska mogły być miejscem żerowania tura

W przeważającym stopniu był trawożercą oraz gatunkiem typowo leśnym i zamieszkiwał tereny zwartych puszcz, nie występując poza ich obszarem. Ze względu na powyższe preferencje pokarmowe zasiedlał najczęściej tereny nizinne. Jako gatunek w przeważającym stopniu odżywiający się trawami wybierał jako niszę ekologiczną na terenie ówczesnych puszcz głównie charakterystyczne dla nizin obszary podmokłe i bagienne, w sposób naturalny odporne na sukcesję lasu, zapewniające obfitą bazę pokarmową w postaci roślin jednoliściennych (trawy, turzyce). Na podstawie obserwacji zdziczałego bydła domowego przypuszcza się, że posiadał, podobnie jak łosie, zdolność do pozyskiwania roślinności bagiennej i wodnej rosnącej poniżej poziomu lustra wody (zanurzając głowę). Jako bazę pokarmową wykorzystywał także podmokłe brzegi rzek i jezior oraz odradzające się i porastające nową roślinnością zielną wiatrołomy i pogorzeliska powstające sukcesywnie na terenie puszczy w sposób naturalny. Turowi do zapewnienia bezpiecznej i spokojnej ostoi spoczynkowej była niezbędna niedostępna puszcza z gęsto podszytymi młodnikami. W okresie śnieżnych zim uniemożliwiających dokopanie się do ukrytej pod śniegiem zielnej roślinności bagiennej odżywiał się młodymi, niezdrewniałymi pędami krzewów i drzew oraz ich korą.

## Wyginięcie

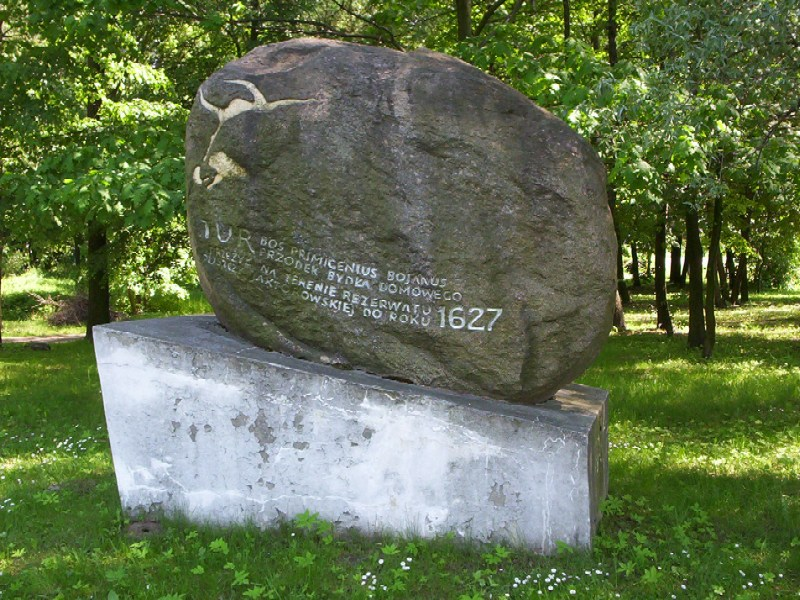
Pomnik tura w Jaktorowie

W miarę rozwoju rolnictwa powierzchnia puszcz kurczyła się, a wraz z nią środowisko życia tura. Tury zniknęły najpierw z Europy Zachodniej, około X wieku z Francji, między XI i XII wiekiem na większości obszaru Niemiec. Ostatni żyjący w Bawarii tur padł w Lesie Neuburskim koło Pasawy w 1470 roku. W 2020 roku, w Sofii odkryto fragment czaszki tura w warstwach odpowiadających drugiej połowie XVII wieku lub pierwszej połowie XVIII wieku. Może to oznaczać że zwierzęta przetrwały sto lat dłużej niż się obecnie uważa

### Ostoja turów na Mazowszu
Jednym z bardzo nielicznych miejsc, w którym w XIV wieku żyły tury było Mazowsze, gdzie przywilej polowania na nie był jedynie w rękach książąt. Od początku XV wieku główna ostoja turów, Puszcza Jaktorowska była specjalnie chroniona na mocy traktatów książęcych.
| Rok  | Liczba turów                                                 | Cytat z lustracji |
| ---- | ------------------------------------------------------------ | --- |
| 1557 | ponad 50                                                     | „W 1557 r. zginęło wiele turów z powodu gwałtownego zimna, obecnie zaś liczy się ich ponad 50 sztuk, lecz prawdziwa ich liczba, nie wiem z powodu jakich zabobonów, jest ukryta”. |
| 1562 | 38 (i kilka starych byków)                                   | „Turów starych jest 8, młodych turów 3, krów starych 22, cieląt 5”. „Tym puszczom bardzo już napsowano przez tych, które mają wolne wyręby, i też ze wsi przyległych tak ziemiańskich, jak i duchownych, czynią wielkie szkody, gwałtem jeżdżą, pobierać się nie dadzą, urzędniki, gajowniki biją, tak iż ten zwierz, który tam chodzi, nie może mieć spokoju, jak przed tym miewał, bo tam inszych czasów nie dopuszczano i jednego drewna uciąć, chyba na kraju. Jest też stad wiele w pusczej ziemiańskich i kmiecych, którymi też wypasają trawy, dlatego jako łowcy powiadają, turowie się mało mnożą, a ktemu iż na zimę nie mają szopy, kiedy by im dawać siano, przeto też cielęta zdychają, mało się ich uchowa przez zimę”. |
| 1564 | 30                                                           | „W pusczej Jaktorowskiej i Wistkitcki chowają się tury, które gdybyśmy objeżdżali, naleźliśmy ich w jednym stadzie 30, między którymi krów starych 22, turów młodych 3, cieląt młodych 5. Turów starych samczów nie mogliśmy trafić, bo się byli po puszczy rozbiegli, iż beła niepogoda, ale nam łowcy powiadali, iż by tych starych turów samczów miało być 8. Między tymi krowami jest jedna barzo stara i chuda, trudno się ma przez zimę przechować. Gdyśmy ich pytali, dlaczego by tak chude tury beły, abo czemu się tak nie mnożą, dali do tego przyczynę, iż jest wiele stad koni, bydła, które także chodzą, kędy i turowie, przeto też nie mają dobrego wychowania i mało się ich przychowywa acz bywa cieląt nie mało.” |
| 1565 |                                                              | „Tury, które są w pusczej Wiskitckiej, potrzebują lepszego chowania, trzeba by im zbudować szopę na zimę, a iżby nie tak wiele stad i bydła między nimi nie chodziło, które przed tym chadzało”. |
| 1566 |                                                              | „Około turów, którzy są w starostwie sochaczewskim, dali sprawę rewizorowie, że potrzebują lepszego chowania i opatrzenia, to jest, aby jem zbudowano szopę na zimę, gdzie jem siano wożą. A ktemu żeby nie dojeżdżali do ich stanowisk po drwa, którzy wręby mają i stąd żeby też nie było tak wiele, które w tamtych pusczach tak królewscy jaki i arcybiskupi i ziemiańscy ludzie chowają. Jego Krmć, iż tych turów w Koronie nie masz nigdzieś indzie i godzi się pieczą na nie mieć, rozkazuje starości, żeby to wszyczko opatrzył i uczynił, co słusznie uczynić ma, aby dobrze turowie chowani byli i wrębów szkodliwych i chowania tak wielkich stad, któreby jedno słusznie bronione być miały, żeby starosta bronił”. |
| 1597 |                                                              | „Skazujemy i znajdujemy aby poddani wsi pomienionej, gdzie turowie bywają i pastwiska swoje albo stanowiska mają, bydła swego nie ganiali i trawy na pożytek swój nie kosili, ani obracali, gdyż ta wieś nie tak dalece dla dobytków ich jako dla turów i takiego zwierza wczasu jest posadzona i wolnościami opatrzona. Starosta ma tego przestrzegać jakoby puscza nasza, gdzie tur przebywa, od poddanych przerzeczonych pustoszona nie była; żeby turowie zwierz nasz mieli swe dawne stanowiska”. |
| 1599 | 24 (i młode)                                                 | „Tych turów teraz, to jest in anno 1599, nimasz więcej wszystkich tylko 24 z młodymi. Kiedyśmy pytali łowców kozłowskich, co by za przyczyna tego, że ich mało, powiedzieli, że częścią zabijają się sami, częścią ich nie mało pozdychało przeszłej zimy”. „Jest tam w tej wsi (Kozłowicach) łowców włók osiem, na których siedzą, powinności żadnej ani podatków, ani robót nie powinni. Ma ich być wedle ustawy i rewizyjej starej 16, po półwłóczku każdy.Teraz się tak rozrodzili i te osiem włók na małe zagoniki między siebie rozdzieliwszy, powinności nie odprawują. Przeto, potrzeba, aby byli in ordinem przywiedzieni wedle powinności ich, które ta jest: Turów doglądać, paść siano z Jaktorowa od poddanych odbierać, a tym sianem zimie tury opatrwać, liczbę turów wiele ich jest wiedzieć i panu starości, albo dzierżawcy pro tempore existenti na każdą ćwierć lata oznajmiać mają. Tury z pilnością na zwykłych miejscach mają paść jak jakoby szkody w folwarku kaskim nie czyniły, także i w łąkach Króla Jmci”. |
| 1601 | 4 (3 byki i krowa)                                           | „W tej puszczy jaktorowskiej chowają się turowie, których na ten czas nie masz tylko 4, którechmy sami oglądali, to jest turów trzy, turzyca jedna. Dawali nam sprawę łowcy, że ich przed tym więcej, lecz powietrzem zarażeni od inszego bydła nie mało ich pozdychało. O skórach i rogach od nich pytaliśmy się i dawał nam sprawę urzędnik pana starosty, że do Króla Jmci są odesłane. Ci jednak turowie pozdychali, gdy starostwo było administrowane od administratorów do niego od króla Jmci danych. Za dzisiejszego pana starosty tylko jeden jest przestrzelon, o czym inkwizycją czyni”. |
| 1627 | ostatnia krowa ginie (z przyczyn naturalnych) w wieku 30 lat | „Napisano w przeszłej lustracyjej, że była turzyca jedna, ale teraz poddani tej wsi powiedzieli, że zdechła od lat trzech”. (1630 r.) |

Pierwotnie przypuszczano, że przyczyną wyginięcia ostatniego, chronionego przez samego króla, stada turów była choroba, którą zaraziły się od bydła wypasanego w pobliżu puszczy przez miejscową ludność. Dzisiaj coraz częściej mówi się, że potencjalna choroba, choć dla bydła wcale nie musiała być groźna, trafiła na podatny grunt: małą, odizolowaną populację, która straciła naturalne możliwości krzyżówek genetycznych i przez to możliwość adaptacji do nowych warunków.
Świadome próby czynnej ochrony tura jako gatunku zagrożonego, pomimo braku sukcesu, były pierwszymi w świecie. Potrzebę takiej ochrony widział król Jagiełło i była ona kontynuowana przez wszystkich następców z dynastii Jagiellonów, a później także i Wazów. Już w drugiej połowie XVI wieku we wsi Kozłowice na skraju Puszczy Jaktorowskiej osadzono szesnastu leśników z rodzinami, których wyłącznym obowiązkiem była opieka nad turami i ich obrona przed kłusownikami. Jako przywilej królewski otrzymali ziemię pod uprawę, wolną od jakichkolwiek świadczeń. Za to mieli „turów doglądać, siana z Jaktorowa od poddanych odbierać, a tym sianem w zimie tury opatrywać, liczbę turów znać i panu staroście co kwartał oznajmiać”. W 1597 roku z kancelarii Zygmunta III Wazy wyszło pismo do starosty sochaczewskiego, w którym znajduje się fragment: „Skazujemy i znajdujemy, aby poddani wsi pomienionej, gdzie turowie bywają i pastwiska swoje albo stanowiska mają, bydła swego nie ganiali i trawy na pożytek swój nie kosili, gdyż ta wieś nie tak dalece dla dobytków ich, jako dla turów i takiego zwierza wczasów jest posadzona i wolnościami opatrzona. Starosta ma tego przestrzegać, aby puszcza nasza, gdzie tur przebywa, od poddanych przyrzeczonych pustoszona nie była; żeby turowie, zwierz nasz, mieli swe dawne stanowiska”.

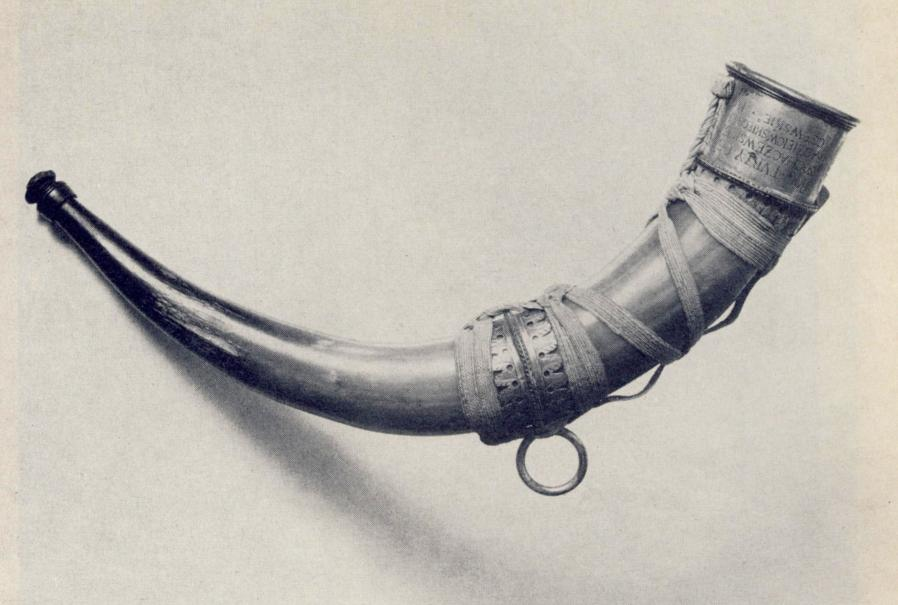
Róg myśliwski Zygmunta III Wazy

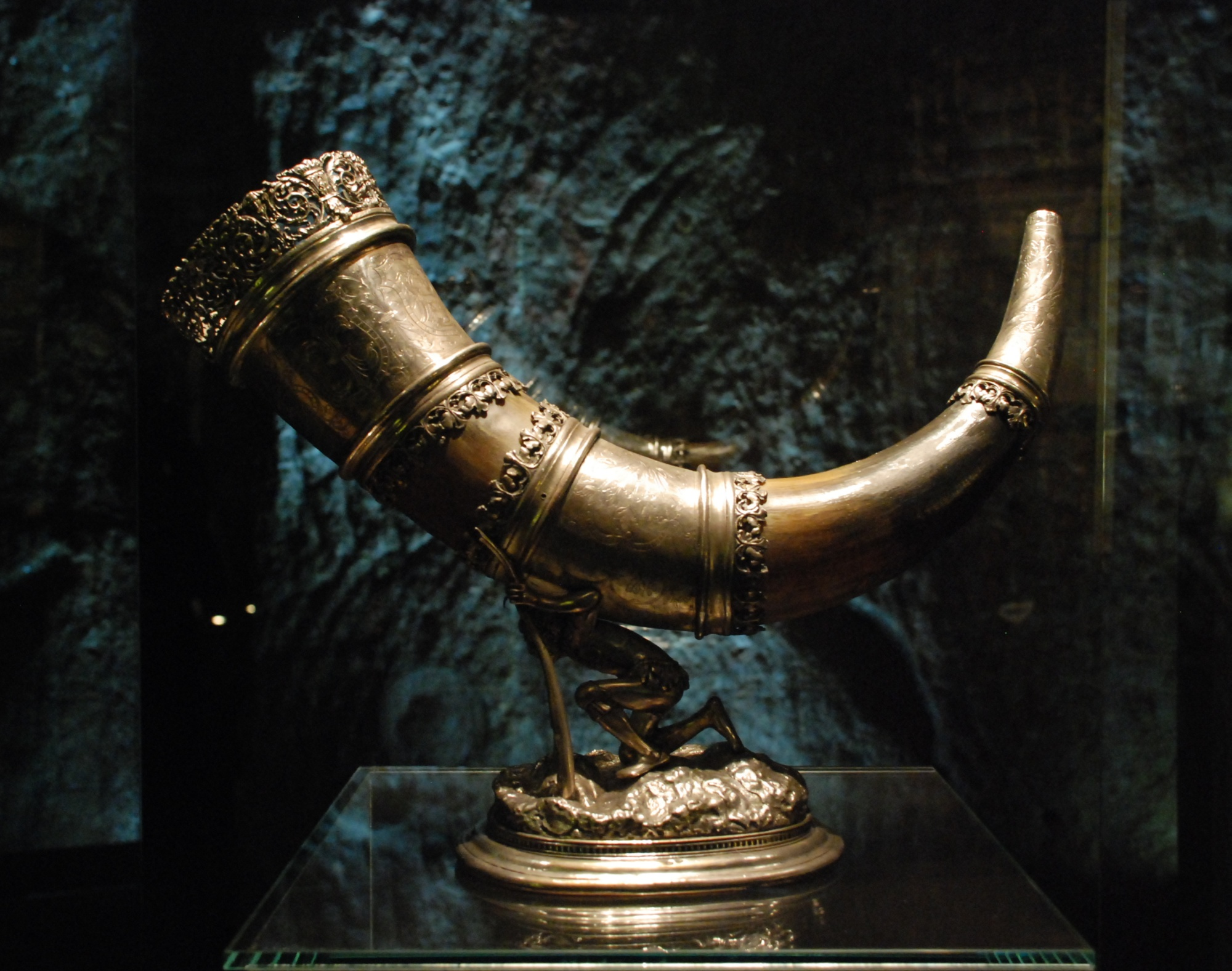
Róg Bractwa Kopaczy

## Rekonstrukcja fenotypowa tura
Od 1931 roku dyrektor berlińskiego zoo Lutz Heck oraz jego brat Heinz Heck, dyrektor zoo w Monachium, podjęli prace „hodowlane” nad odtworzeniem dzikiego tura. Zakładali oni, że z jednej strony domowe bydło pochodzi bezpośrednio od tura, jak również, że prymitywne rasy domowego bydła (jak np. wspomniana wcześniej rasa z węgierskiej puszty lub rasa z francuskiego Camargue) zachowały atawistyczne cechy swojego dzikiego przodka, choć poszczególne rasy zachowały je w różnym stopniu. Heckowie chcieli otrzymać, na drodze krzyżowania i selekcji, zwierzę posiadające sumę możliwie wszystkich pierwotnych cech typowych dla tura. Grupa zwierząt posiadających możliwie wszystkie wyselekcjonowane cechy tura miała być zrekonstruowanym fenotypowo wizerunkiem dzikiego gatunku (także pod względem dzikiego behawioru).

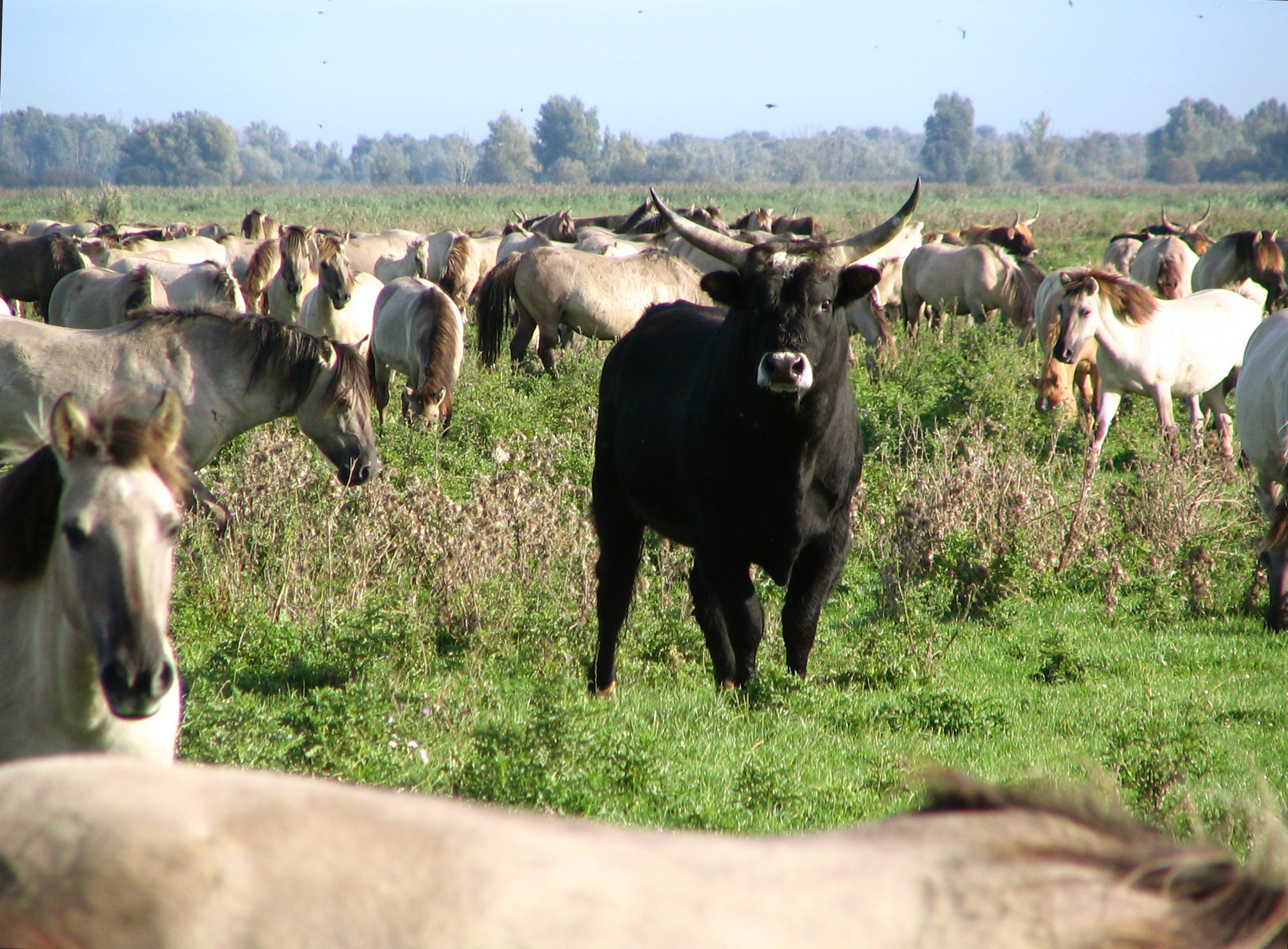
Krowa Hecka i koniki polskie w rezerwacie Oostvaardersplassen w Holandii

Stworzoną w ten sposób rasę bydła przypominającą tura umieszczono najpierw w pruskim rezerwacie leśnym Rominsten, a w roku 1942 wypuszczono na wolność w Puszczy Białowieskiej. Według niesprawdzonych relacji polskich leśników wypuszczone tury zasiedliły obszary zza wschodniej granicy, na terenach dzisiejszej Białorusi i migrując na teren Polski obserwowane były jeszcze po zakończeniu wojny w roku 1946. Zaobserwowano także, że posiadały one przychówki. Prawdopodobnie później zostały wybite przez głodującą, okoliczną ludność. Pod koniec wojny człowiek stracił kontrolę nad tą sztucznie stworzoną populacją, a pomimo braku jakiejkolwiek opieki potrafiły samodzielnie przetrwać i się rozmnażać. Po zakończeniu drugiej wojny światowej w niemieckich ogrodach zoologicznych (szczególnie w Berlinie i Monachium) utrzymywano grupy tzw. „turów”. Podobne utrzymywane są do dzisiaj w niektórych zwierzyńcach w Niemczech, Holandii, Francji i Belgii pod nazwą bydło Hecka (Heck-cattle).
13 października 2006 roku zainaugurowała swoją działalność Polska Fundacja Odtworzenia Tura, której prezesem został dr hab. n. med. Mirosław Ryba. Obecnie nad odtworzeniem tura w oparciu o materiał genetyczny pobrany z kopalnych szczątków, pracują naukowcy z Katedry Biochemii i Biotechnologii Uniwersytetu Przyrodniczego w Poznaniu oraz Instytutu Genetyki Człowieka PAN. Polscy uczeni postanowili zająć się jego analizą, gdy dowiedzieli się, że podobne przedsięwzięcie planują laboratoria zagraniczne. Okazało się, że materiału badawczego – rogów, kości, zębów – jest nawet więcej niż się spodziewali. Ekipa prof. Ryszarda Słomskiego z Uniwersytetu Przyrodniczego w Poznaniu zsekwencjonowała już dość dużo odcinków DNA, w tym tego pochodzącego z jąder komórkowych, a to rzadko się zdarza w przypadku wymarłych organizmów. Na razie odtwarzanie tura odbywać się będzie wyłącznie na poziomie molekularnym. Badacze chcą ustalić, czy tur faktycznie był przodkiem bydła domowego, a jeśli tak, to których jego odmian.

## Toponimie i symbole

Herb miasta Sejny

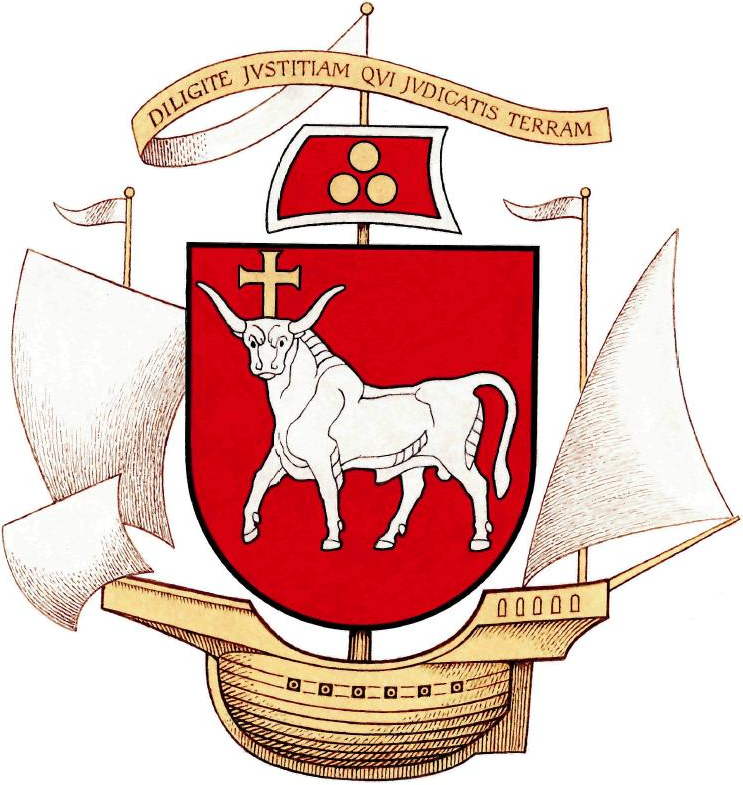
Tur w herbie miasta Kowna

Tur znajduje się w herbach miast i gmin: Chojnice, Jaktorów, Leszno, Sejny, Turek, Bielsk Podlaski i Tykocin, a także dawnego województwa kaliskiego. Herb Chojnic to czarna głowa tura ze złotymi rogami, złotym pierścieniem w nozdrzach oraz czerwoną różą między rogami. W starych legendach tego miasta widniał na tarczy słowiańskiego Swarożyca. Herb Turku, podobnie jak herb Bielska Podlaskiego, to ukazany z profilu czerwony tur na białym tle. Herby Meklemburgii oraz szwajcarskiego kantonu Uri to czarna głowa tura w złotym polu.
W słowniku staropolskim z 1953 występują 42 nazwy miejscowości utworzone przed XVI wiekiem od nazwy tura (w tym czasie od żubra utworzono ich 20).
Od wyrazu tur pochodzi nazwa miasta Turek, oznaczająca pierwotnie „miejsce, gdzie przebywają tury”.

## Tur w sztuce
W zbiorach Muzeum Żup Krakowskich Wieliczka znajduje się Róg Bractwa Kopaczy – oryginalny róg tura, a zarazem dzieło sztuki renesansowego rzemiosła artystycznego. Róg Bractwa Kopaczy pochodzi z 1534 roku, symbolizuje bogactwo wielickiej kopalni oraz trud pracy tutejszych górników. Wielickie Bractwo Kopaczy otrzymało go w darze od ówczesnego żupnika Seweryna Bonera. Róg można zobaczyć na wystawie stałej Żupy Krakowskie – przedsiębiorstwo królewskie.